# Жид, Шарль
Шарль Жид (фр. Charles Gide; 29 июня 1847[…], Юзес — 12 марта 1932[…], XVI округ Парижа) — французский экономист и историк экономической мысли.

## Биография
Родился в протестантской семье. Младший брат юриста и историка Поля Жида, дядя Андре Жида.
Окончил юридический факультет Парижского университета (1874).
Был профессором в университете Бордо, Сорбонне и Коллеж де Франс. Профессор политэкономии Парижского университета (1898—1920).
Сыграл важную роль в становлении французского кооперативного движения. В 1886 вошёл в «Общество народной экономии», созданное Э. де Буавом в г. Ниме и послужившее в дальнейшем основой Нимской школы кооператоров. Идеи Нимской школы были впоследствии русскими экономистами М. И. Туган-Барановским и В. Ф. Тотомианцем.
Примыкал к субъективной школе политэкономии. Проповедовал «кооперативный социализм», полагая, что капиталистическое производство может быть реформировано путём широкого развития потребительских кооперативов. Это учение критиковал В. И. Ленин как утопическое.

Шарль Жид не может занимать сколько-нибудь значительное место в истории анализа, но тем не менее сыграл самую полезную и похвальную роль. Он был многогранным лидером, свободным от предрассудков, симпатизировавшим всему происходящему и естественным образом делившимся этой симпатией с остальными. Он написал один из самых удачных учебников того периода и в сотрудничестве с Ш. Ристом еще более удачную Histoire des doctrines economiques (1-е изд. — 1909; пер. на англ. яз. — 1915…), которая широко применяется и ныне. — Шумпетер Й. История экономического анализа. Т. 3. С. 1111.

## Работы
- Charles Gide — Écrits 1869—1886 (Charles Gide — Writings 1869—1886, Editions Harmattan/Committee for the edition of works of Charles Gide, Paris (1999)
- Principes d’economie politique, (1883) ISBN 9781412352512; tr. as Principles of Political Economy (1924); 26th ed., Paris, Librairie du Recueil Sirey (1931). On line ed. Marcelle Bergeron, École polyvalente Dominique-Racine de Chicoutimi, Ville de Saguenay. (недоступная ссылка)
  - Основы политической экономии. Пер. с фр. Л. И. Шейнис. — СПб, 1896; — М.: Студенч. изд-во, 1916. — 615 с.
- Économie sociale. Les institutions du progrès social au début du XXe siècle. Paris, Larose, 1905.
  - Социально-экономические итоги XIX столетия: Институты социального прогресса к началу XX в. — СПб: Просвещение, 1906. — 277 с.
- Coopération et économie sociale 1886—1904 (1905). Patrice Devillers. éd. L’Harmattan v. 4 (2001)
- Charles Gide, «Economic Literature in France at the Beginning of the Twentieth Century», The Economic Journal, Vol. 17, No. 66 (Jun., 1907), pp. 192–212. doi:10.2307/2220664
- Cours d’economie politique (1909); Paris, Librairie de la Société du Recueil Sirey, 5e édition, refondue et augmentée (1919) On line ed. Marcelle Bergeron, École polyvalente Dominique-Racine de Chicoutimi, Province de Québec.
- Les Societes Cooperatives de Consomption, (1904); tr. as Consumers' Co-operative Societies (1921).
  - Общества потребителей. — 2-е изд. Ч. 1-2. — М.: Моск. союз потреб. о-в, 1917. — 2 т.
- О кооперации: Будущее кооперации: О тех преобразованиях, которые кооперация призвана внести в экономические отношения . — М.: Универсальная б-ка, 1917. — 86 с.
- Кооперация. — М.: Всерос. центр. союз потреб. о-в, 1918. — 204 с.
- Charles Gide, Charles Rist[фр.] Histoire des Doctrines économiques depuis les Physiocrates jusqu’à nos jours (1909).
  - Шарль Жид, Шарль Рист. История экономических учений. — М.: Экономика, 1995. — 544 с.
- Les Colonies Communistes et Co-Operatives (1930).